# Station Östervärn
Station Östervärn (Zweeds: Östervärns station) is een spoorwegstation in de Zweedse stad Malmö. Het bevond zich op de grens tussen de wijken Östervärn en Kirseberg. Het lag op de Spoorlijn Malmö - Trelleborg, ook de Kontinentbanan genoemd, en de Spoorlijn Malmö - Ystad, ook Ystadbanan genoemd. Op 15 juni 2009 werd het station gesloten in verband met de werken aan Station Malmö Centraal en de Citytunnel Malmö.
Het station fungeert wel nog als bushalte.